# Jussaari
Jussaari (en sueco: Jussarö) es una isla en Ekenäs (en finés Tammisaari), Finlandia. Jussarö se conoce con el Faro de Jussarö. También hay una mina de mineral de hierro, pero fue cerrada en 1967. La presencia de mineral de hierro tiene el mayor nivel en el mar en Finlandia. En Jussarö algunos edificios abandonados continúan en pie, los cuales fueron utilizados por los militares hasta el año 2005 para las simulaciones de guerra urbana. Jussarö se conoce como el único pueblo fantasma en Finlandia.
Los presos trabajaron en las minas Jussarö en el siglo XIX. La isla también posee su propia parroquia.